# Хайнрих II фон Кюсаберг
Хайнрих II фон Кюсаберг (на немски: Heinrich II. Graf von Küssaberg; † 1228) е граф на Кюсаберг в Баден-Вюртемберг.
Той е син на граф Хайнрих фон Кюсаберг († 1177) и внук на фрайхер Хайнрих фон Кюсаберг († сл. 1150). Роднина е на крал Рудолф I.
Неговият син Хайнрих III фон Кюсаберг е последният граф от рода на Кюсенбергите. Той е женен за Кунигунда фон Хабсбург, сестра на Рудолф фон Хабсбург. Те нямат деца и той продава през 1240 г. замъка и господството на епископа на Констанц, Хайнрих фон Тане († 1248). Кунигунда се омъжва втори път (1251) за рицар Ото III фон Оксенщайн († 1289), ландграф в Елзас.

## Деца
Хайнрих II фон Кюсаберг има две деца:
- Хайнрих III фон Щюлинген-Кюсаберг († 1251), граф, женен 1245 г. за Кунигунда фон Хабсбург († сл. 1290), сестра на римско-немския крал Рудолф I (1218 – 1291), дъщеря на граф Албрехт IV фон Хабсбург († 1240, Аскалон) и графиня Хайлвиг фон Кибург († 1260), дъщеря на граф Улрих III († 1237) и Анна фон Церинген.
- дъщеря фон Кюсенберг († пр. 1258), омъжена за Хайнрих фон Лупфен-Щюлинген († 1251/1258)